# Maniola tincta
Maniola tincta är en fjärilsart som beskrevs av Blackie 1921. Maniola tincta ingår i släktet Maniola och familjen praktfjärilar. Inga underarter finns listade i Catalogue of Life.